# Równanie Burgersa
Równanie Burgersa – jedno z fundamentalnych równań różniczkowych cząstkowych mechaniki płynów. Występuje w wielu dziedzinach matematyki i fizyki, np. w modelach dynamiki gazów i ruchu ulicznego. Nazwa równania upamiętnia holenderskiego fizyka Johannesa Martinusa Burgersa (1895–1981), który jako pierwszy badał to równanie.

## Definicja
Równanie Burgersa w ogólnej postaci jest nieliniowym, parabolicznym równaniem różniczkowym cząstkowym drugiego rzędu na jedną funkcję {\displaystyle u} dwóch zmiennych niezależnych {\displaystyle t} i {\displaystyle x{:}}
{\displaystyle {\frac {\partial u}{\partial t}}+u{\frac {\partial u}{\partial x}}=\nu {\frac {\partial ^{2}u}{\partial x^{2}}}.}
gdzie:
{\displaystyle t} – zmienna niezależna zwykle interpretowana jako czas,
{\displaystyle x} – zmienna niezależna zwykle interpretowana jako położenie,
{\displaystyle u} – zmienna zależna zwykle interpretowana jako prędkość płynu w {\displaystyle (x,t),}
{\displaystyle \nu } – stały parametr, zwykle interpretowany jako lepkość płynu.
Pierwszy z członów równania Burgersa opisuje zmianę prędkości płynu w danym punkcie przestrzeni. Drugi człon jest nieliniowym wyrażeniem opisującym konwekcję płynu (tzw. człon konwekcyjny). Prawa strona równania opisuje dyssypację energii (człon lepkościowy).
Dla {\displaystyle \nu =0} równanie Burgersa upraszcza się do tzw. nielepkiego równania Burgersa:
{\displaystyle {\frac {\partial u}{\partial t}}+u{\frac {\partial u}{\partial x}}=0.}
Równanie to jest prototypem (tj. modelowym przykładem) równań różniczkowych cząstkowych, których rozwiązania mogą posiadać nieciągłości (odpowiadające falom uderzeniowym).